# Шарад (траса)
Траса Шарад, також відома як Автодром Клермон-Феррана (фр. Circuit de Charade) — гоночна траса у Сен-Жене-Шампанель поблизу Клермон-Феррана в департаменті Пюї-де-Дом у Оверні в центральній Франції. Траса побудована навколо підніжжя згаслого вулкана. Вона приймала чотири рази Гран-прі Франції та десять разів Мото Гран-Прі Франції.

## Історія

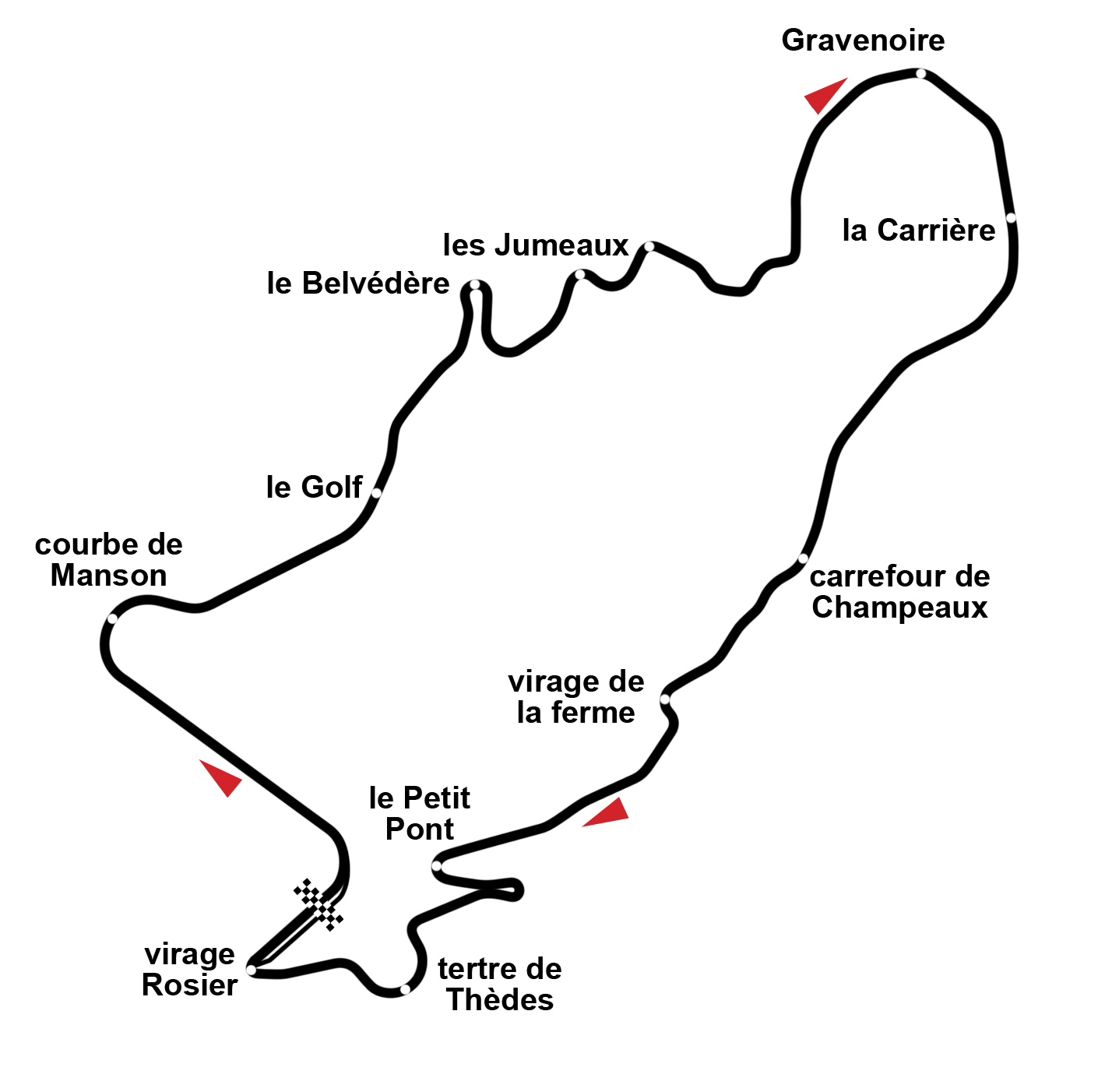
Оригінальна траса, що використовувалась до 1988 року.

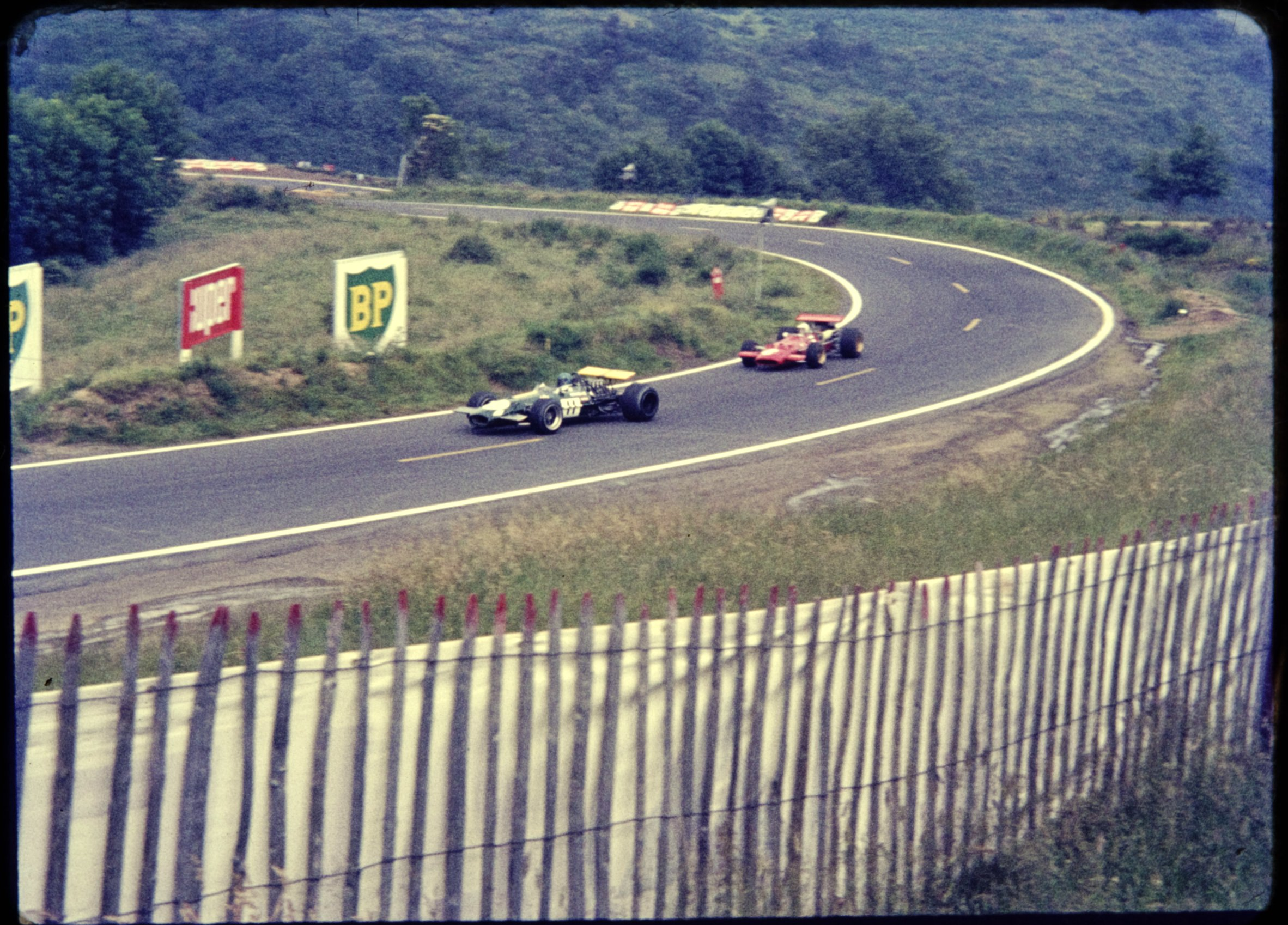
Жакі Ікс і Кріс Амон під час Гран-прі Франції 1969 року.

Інтерес місцевих жителів до автоспорту існував, починаючи з пропозицій щодо гонок на вуличній трасі у 1908 році, хоча жодна з пропозицій так і не була прийнята. Спроби проведення перегонів були відновлені після Другої світової війни, коли президент Спортивної асоціації Автомобільного клубу Оверня Жан Ошатре та досвідчений гонщик Луї Розьє розробили трасу, адаптувавши вже існуючі дороги навколо Пюї-де-Дома, згаслого вулкана, що височів над міським горизонтом. Будівництво почалося в травні 1957 року, а перша гонка відбулася в липні 1958 року, коли гонку на витривалість виграв Іннес Айрленд на Lotus 1100, а гонку Формули-2 виграв Моріс Трентіньян на Cooper T43.
Спочатку трасу довжиною 8,055 км описували як більш звивисту та швидшу версію Нюрбургрингу. Завдяки величезній кількості різких поворотів, перепаду висот і майже повній відсутності звичних прямих траса викликала страх і повагу серед гонщиків. Звивисте розташування траси змусило деяких пілотів, як-от Йохена Ріндта на Гран-прі Франції 1969 року, скаржитися на захитування та про всяк випадок одягати шоломи з відкритим обличчям. Незважаючи на численні повороти, траса була відносно швидкою. Кріс Амон встановив рекорд кола на Matra MS120 із середньою швидкістю 167 км/год під час Гран-прі Франції 1972 року.
Траса вперше набула міжнародної популярності, коли в 1959 році на ній було проведено Мото Гран-Прі Франції, який виграв Джон Сертіс на MV Agusta. Між 1959 і 1974 роками траса десять разів приймала Мото Гран-Прі Франції. У 1959 році Стірлінг Мосс вперше змагався на трасі і заявив: «Я не знаю більш чудового треку, ніж Шарад». Також у 1959 році Айвор Б'юб, переможець 24 годин Ле-Мана 1955 року, загинув після аварії на трасі Шарад. Ця смерть стала єдиним фатальним випадком для автогонщиків на трасі. Єдина смертельна аварія серед мотоциклістів сталася, коли Марселін Герранц загинув 1 червня 1963 року під час гонки 250cc Мото Гран-прі Франції.
Подіум Trophées d'Auvergne Формули-2 у 1964 році став знаком майбутнього траси: майбутні чемпіони Формули-1 Денні Гальм, Джекі Стюарт і Йохен Ріндт показали свою майстерність перед тим, як траса прийняла свою першу гонку Формули-1, коли Джим Кларк за кермом Lotus виграв Гран-прі Франції 1965 року. Також у 1965 році Джон Франкенгаймер зняв невелику частину свого фільму «Ґран-прі» перед 3000 місцевими жителями, які позували як глядачі перегонів і спостерігали за такими акторами, як Ів Монтан і Франсуаза Арді. Загалом на трасі Шарад було проведено чотири Гран-прі Франції Формули-1 у 1965, 1969, 1970 та 1972 роках.
Незважаючи на те, що природне середовище траси створювало умови для звивистої, складної гоночної траси, це також створювало проблеми з безпекою через темні вулканічні камені, які падали з гори на обидві сторони траси. Скелі створювали постійну небезпеку на трасі Шарад, як це сталося під час Гран-прі Франції 1972 року, коли десять пілотів, у тому числі Кріс Амон, отримали проколи шин. Пілоти, які об’їжджали трасу по краю, скидали каміння на шлях пілотів позаду. Одним із жертв через обвал каміння під час Гран-прі 1972 року став Гельмут Марко. Камінь пробив забрало шолома та пошкодив його ліве око, яке згодом повністю осліпло та змусило австрійця завершити гоночну кар'єру. Гірський рельєф також не залишав місця для забезпечення безпечних зон вильоту на випадок, якщо учасник перегонів втрачає контроль над своїм болідом та вилітає за межі траси.
Міжнародні гоночні змагання все частіше уникали траси Шарад, оскільки зросла стурбованість щодо небезпечного характеру доріг загального користування. У 1971 році нещодавно побудована та набагато безпечніша траса Поль Рікар вперше провела Гран-прі Франції, перш ніж стати постійною домівкою для перегонів Формули-1 з 1973 по 1990 рік, чергуючись з трасою Діжон-Пренуа. Траса продовжувала приймати невеликі змагання з автоспорту, такі як Формула-3, перегони спортивних автомобілів, перегони турингових автомобілів, ралі та підйоми на схил, а також Trophées d'Auverne. У 1980 році три маршали загинули під час перегонів турингових автомобілів, а в 1984 році відбувся протест гонщиків через небезпечність траси. Зіткнувшись зі зростаючими проблемами з безпекою та природним рельєфом, який перешкоджав додаванню зон вильотів, 18 вересня 1988 року відбулася фінальна гонка на оригінальній трасі довжиною 8,055 км.

## Модернізація
Генеральна рада Пюї-де-Дом визнала важливість гоночної траси для місцевої економіки та профінансувала будівництво нової траси довжиною 3,975 км, яка включала лише південну частину оригінальної траси, а завершувала її нова сполучна дорога. Нова траса Шарад була відкрита в 1989 році та приймала перегони національних чемпіонатів.
Зараз тут проводяться такі заходи, як трек-дні, курси водіння, а також історичні події автоспорту. У 2000 році дороги були закриті для громадськості, і траса стала справді постійним гоночним треком з новими боксами та розширеним піт-лейном. Ділянки оригінальної траси довжиною 8,055 км досі використовуються як дороги загального користування.

## Рекорди кола
Офіційні рекорди найшвидшого кола перегонів на трасі Шарад виглядають так:
| Категорія                                | Час                                     | Гонщик                                  | Транспорт                               | Подія                                                       |
| Сучасне кільце: 3.975 км (1989–дотепер)  | Сучасне кільце: 3.975 км (1989–дотепер) | Сучасне кільце: 3.975 км (1989–дотепер) | Сучасне кільце: 3.975 км (1989–дотепер) | Сучасне кільце: 3.975 км (1989–дотепер)                     |
| ---------------------------------------- | --------------------------------------- | --------------------------------------- | --------------------------------------- | ----------------------------------------------------------- |
| Формула-3                                | 1:43.827                                | Себастьєн Бурде                         | Martini MK79                            | 1999 Етап Французької Ф-3 на трасі Шарад                    |
| GT2 (GT1)                                | 1:53.679                                | Жан-П'єр Жар'є                          | Porsche 911 GT2                         | 1998 Етап FFSA GT на трасі Шарад                            |
| Оригінальне кільце: 8.055 км (1958–1988) |                                         |                                         |                                         |                                                             |
| Формула-1                                | 2:53.900                                | Кріс Амон                               | Matra MS120D                            | 1972 Гран-прі Франції                                       |
| Sports 2000                              | 3:05.300                                | Дерек Белл                              | Abarth-Osella PA2                       | 1974 Етап Чемпіонату Європи серед спорткарів на трасі Шарад |
| Group 6                                  | 3:10.800                                | Жерар Ларрусс                           | Matra-Simca MS660                       | 1971 Trophées d'Auvergne                                    |
| Формула-3                                | 3:15.500                                | Жак Лаффіт                              | Martini MK14                            | 1973 Етап Французької Ф-3 на трасі Шарад                    |
| 500cc                                    | 3:32.400                                | Джакомо Агостіні                        | Yamaha YZR500                           | 1974 Мото Гран-прі Франції                                  |
| 350cc                                    | 3:33.800                                | Джакомо Агостіні                        | Yamaha TZ 350                           | 1974 Мото Гран-прі Франції                                  |
| Формула-2                                | 3:40.900                                | Річард Аттвуд                           | Lola T54                                | 1964 Trophées d'Auvergne                                    |
| Формула-Junior                           | 3:43.800                                | Річард Аттвуд                           | Lola Mk5A                               | 1963 Trophées d'Auvergne Формули-Junior                     |
| 125cc                                    | 3:48.900                                | Білл Айві                               | Yamaha 125 V4                           | 1967 Мото Гран-прі Франції                                  |
| 250cc                                    | 3:36.000                                | Майк Гейлвуд                            | Honda RC166                             | 1967 Мото Гран-прі Франції                                  |
| Спорткар                                 | 3:50.100                                | Тоні Геґборн Лоренцо Бандіні            | Lotus 23B Ferrari 250 TRI61             | 1963 Trophées d'Auvergne                                    |
| 50cc                                     | 4:18.300                                | Генк ван Кессель                        | Kreidler 50 GP                          | 1974 Мото Гран-прі Франції                                  |

## Виноски
1. 1 2 3 4  Обидва пілоти показали однакове найшвидше коло за кермом різних автомобілів.